# Markus Hoelgaard
Markus Hoelgaard (Stavanger, 4 de outubro de 1994) é um ciclista norueguês membro da equipa Uno-X Pro Cycling Team. O seu irmão Daniel também é ciclista profissional.

## Palmarés
- 2017
  - 1 etapa do Circuito das Ardenas
  - 1 etapa do Tour de Alsacia

- 2019
  - 1 etapa da Arctic Race da Noruega[1]

## Equipas
- Etixx (2013-2014)
- Team Coop (2015)
- Team Joker (2016-2018)
- Uno-X (2019-)